# Senatswahl in Tschechien 2006
Bei der Senatswahl in Tschechien 2006 wurde ein Drittel des Senats des Parlaments der Tschechischen Republik neu gewählt. Der erste Wahlgang fand am 20. und 21. Oktober 2006 statt, der zweite am 27. und 28. Oktober 2006.

## Wahlverfahren
Alle zwei Jahre werden ein Drittel der 81 Senatssitze (27 Sitze) für sechs Jahre neu besetzt. Dabei standen 2006 die Sitze der Wahlkreise 2, 5, 8, …, 80 zur Wahl. Der Senat wird in Einerwahlkreisen per Mehrheitswahl gewählt. Erhält keiner der Kandidaten eine absolute Mehrheit der Stimmen im ersten Wahlgang, findet eine Stichwahl zwischen den beiden bestplatzierten Kandidaten statt.

## Ergebnisse

### Zusammenfassung
Die Wahl fand wenige Monate nach dem Wahlsieg der Demokratischen Bürgerpartei (ODS) bei der Abgeordnetenhauswahl 2006 statt. Die ODS konnte ihren Wahlsieg bestätigen und fünf Senatssitze dazugewinnen. Damit vereinte erstmals eine Partei eine absolute Mehrheit der Senatssitze auf sich.
Die Sozialdemokraten (ČSSD) konnten erstmals überhaupt ihre Sitzzahl ausbauen, nachdem sie zuvor bei jeder Senatswahl seit 1996 Sitze verloren hatten. Die KDU-ČSL hingegen verlor erneut Sitze. Die US-DEU ging nach der Abgeordnetenhauswahl erneut leer aus und verlor sieben Sitze.
Die Kommunisten lagen im ersten Wahlgang nach Anzahl Stimmen auf Platz drei, konnten jedoch keine Stichwahl für sich entscheiden.
- KSČM: 2
- ČSSD: 12
- Unabh.: 2
- Sonst.: 7
- SZ: 1
- SNK: 3
- NSK: 1
- US: 2
- KDU: 10
- ODS: 41

| Partei | Partei                                                                  | Erster Wahlgang | Erster Wahlgang | Zweiter Wahlgang | Zweiter Wahlgang | Sitze ohne Neuwahl | Sitze insgesamt | ±  |
| Partei | Partei                                                                  | Stimmen (in %)  | Sitze           | Stimmen (in %)   | Sitze            | Sitze ohne Neuwahl | Sitze insgesamt | ±  |
| ------ | ----------------------------------------------------------------------- | --------------- | --------------- | ---------------- | ---------------- | ------------------ | --------------- | -- |
|        | Občanská demokratická strana (ODS)                                      | 33,31           | 0               | 50,40            | 14               | 27                 | 41              | +5 |
|        | Česká strana sociálně demokratická (ČSSD)                               | 19,23           | 0               | 20,91            | 6                | 6                  | 12              | +5 |
|        | Komunistická strana Čech a Moravy (KSČM)                                | 12,68           | 0               | 4,53             | 0                | 2                  | 2               | ±0 |
|        | Křesťanská a demokratická unie – Československá strana lidová (KDU-ČSL) | 12,35           | 0               | 10,37            | 4                | 6                  | 10              | −4 |
|        | Strana zelených (Zelení)                                                | 4,75            | 0               | 1,40             | 0                | 1                  | 1               | ±0 |
|        | Sdružení nezávislých kandidátů – Evropští demokraté (SNK-ED)            | 2,98            | 0               |                  |                  | 3                  | 3               | ±0 |
|        | Unie svobody – Demokratická unie (US-DEU)                               | 2,01            | 0               | 1,28             | 0                | 2                  | 2               | −7 |
|        | Strana pro otevřenou společnost (SOS)                                   | 1,28            | 0               | 2,46             | 1                | 0                  | 1               | +1 |
|        | Nezávislí starostové pro kraj (NSK)                                     | 0,71            | 0               | 1,52             | 1                | 0                  | 1               | +1 |
|        | Nezávislí (NEZ)                                                         | 0,55            | 0               |                  |                  | 2                  | 2               | ±0 |
|        | Hnutí nezávislých za harmonický rozvoj obcí a měst (HNHRM)              | 0,46            | 0               |                  |                  | 1                  | 1               | ±0 |
|        | Spojení demokraté – Sdružení nezávislých (SD-SN)                        |                 |                 |                  |                  | 1                  | 1               | ±0 |
|        | Liberální reformní strana (LiDE)                                        |                 |                 |                  |                  | 1                  | 1               | ±0 |
|        | Cesta změny (CZ)                                                        |                 |                 |                  |                  | 1                  | 1               | ±0 |
|        | Unabhängige                                                             | 2,78            | 0               | 4,12             | 1                | 1                  | 2               | ±0 |
|        | Sonstige Parteien                                                       | 6,92            | 0               | 3,02             | 0                | 0                  | 0               | ±0 |
| Total  | Total                                                                   | 100,00          | 0               | 100,00           | 27               | 54                 | 81              | ±0 |

### Wahlkreisergebnisse

Wahlkreisgewinner nach Parteizugehörigkeit

|  | Občanská demokratická strana Česká strana sociálně demokratická Křesťanská a demokratická unie – Československá strana lidová Nezávislí starostové pro kraj Sdružení nezávislých kandidátů – Evropští demokraté Komunistická strana Čech a Moravy Unie svobody – Demokratická unie Spojení demokraté – Sdružení nezávislých Strana zelených Sonstige Parteien / Parteilose |

| Wahlkreis               | Wahlkreissieger | Wahlkreissieger | Wahlkreissieger     | Gegner (Stichwahl) | Gegner (Stichwahl) | Gegner (Stichwahl)      | % der Stimmen (Stichwahl) |
| Wahlkreis               | Partei          | Partei          | Name                | Partei             | Partei             | Name                    | % der Stimmen (Stichwahl) |
| ----------------------- | --------------- | --------------- | ------------------- | ------------------ | ------------------ | ----------------------- | ------------------------- |
| 2 – Sokolov             |                 | ODS             | Pavel Čáslava       |                    | ČSSD               | Josef Novotný           | 50,95                     |
| 5 – Chomutov            |                 | parteilos       | Petr Skála          |                    | ODS                | Ivana Řápková           | 73,38                     |
| 8 – Rokycany            |                 | ODS             | Luděk Sefzig b      |                    | KSČM               | Jan Mudra               | 66,13                     |
| 11 – Domažlice          |                 | ČSSD            | Jiřina Rippelová    |                    | ODS                | Eliška Hašková-Coolidge | 57,84                     |
| 14 – České Budějovice   |                 | ODS             | Jiří Pospíšil b     |                    | KDU-ČSL            | Miroslav Tetter         | 63,35                     |
| 17 – Prag 12            |                 | ODS             | Tomáš Grulich       |                    | SZ                 | Pavel Klener            | 62,42                     |
| 20 – Prag 4             |                 | ODS             | Tomáš Töpfer        |                    | ČSSD               | Richard Hindls          | 73,07                     |
| 23 – Prag 8             |                 | ODS             | Alena Palečková b   |                    | parteilos          | Michael Hvížďala        | 57,97                     |
| 26 – Prag 2             |                 | ODS             | Daniela Filipiová b |                    | Z                  | Taťana Fischerová       | 61,44                     |
| 29 – Litoměřice         |                 | ODS             | Alexandr Vondra     |                    | ČSSD               | Robert Kopecký          | 68,59                     |
| 32 – Teplice            |                 | ODS             | Jaroslav Kubera b   |                    | KSČM               | Oldřich Bubeníček       | 61,17                     |
| 35 – Jablonec nad Nisou |                 | SOS c           | Soňa Paukrtová b    |                    | ODS                | Jiří Čeřovský           | 52,94                     |
| 38 – Mladá Boleslav     |                 | ČSSD            | Jaromír Jermář      |                    | ODS                | Jaroslav Mitlener b     | 50,54                     |
| 41 – Benešov            |                 | ODS             | Karel Šebek         |                    | VPM d              | Helena Rögnerová b      | 61,13                     |
| 44 – Chrudim            |                 | KDU-ČSL         | Petr Pithart b      |                    | ODS                | Jana Fischerová         | 50,04                     |
| 47 – Náchod             |                 | ODS             | Petr Pakosta        |                    | US-DEU             | Petr Fejfar b           | 57,69                     |
| 50 – Svitavy            |                 | KDU-ČSL         | Václav Koukal       |                    | ODS                | Miroslav Popelka        | 53,42                     |
| 53 – Třebíč             |                 | ODS             | Vítězslav Jonáš     |                    | KSČM               | Josef Zahradníček       | 52,89                     |
| 56 – Břeclav            |                 | ČSSD            | Jan Hajda           |                    | ODS                | Milan Blažek            | 57,71                     |
| 59 – Brno-město         |                 | ODS             | Richard Svoboda     |                    | ČSSD               | Jiří Václavek           | 59,43                     |
| 62 – Prostějov          |                 | ČSSD            | Božena Sekaninová   |                    | ODS                | Ivana Hemerková         | 57,36                     |
| 65 – Šumperk            |                 | KDU-ČSL         | Adolf Jílek b       |                    | ODS                | Zdeněk Zerzáň           | 58,26                     |
| 68 – Opava              |                 | ODS             | Václav Vlček        |                    | ČSSD               | Zdeněk Jirásek          | 54,67                     |
| 71 – Ostrava-město      |                 | ČSSD            | Otakar Veřovský     |                    | ODS                | Milan Balabán b         | 52,98                     |
| 74 – Karviná            |                 | ČSSD            | Petr Vícha          |                    | ODS                | Emilie Večeřová         | 66,82                     |
| 77 – Vsetín             |                 | KDU-ČSL         | Jiří Čunek          |                    | ODS                | Jiří Kubeša             | 71,34                     |
| 80 – Zlín               |                 | NSK             | Jana Juřenčáková    |                    | KDU-ČSL            | Jiří Stodůlka b         | 58,58                     |